# Bunbury (Australië)
Bunbury is een kuststad in de regio South West in West-Australië. Het ligt 175 kilometer ten zuiden van Perth. Het is de op twee na grootste stad van West-Australië met een bevolkingsaantal net lager dan dat van Mandurah.
Bunbury ligt ten zuiden van het Leschenault-estuarium. Het werd gesticht in 1836 in opdracht van gouverneur James Stirling en genoemd naar zijn stichter, luitenant Henry Bunbury. Kort daarop werd een haven ontwikkeld, daar waar zich een natuurlijke haven bevond, en deze zou de belangrijkste haven van de zuidwestregio worden. De vervollediging van de South Western Railway tussen Bunbury en Perth in 1893 zou voor een verdere economische boom zorgen. 
Groot Bunbury omvat vier lokale bestuurlijke gebieden: City of Bunbury, Shire of Capel, Shire of Dardanup en Shire of Harvey. Het strekt zich uit van Yarloop in het noorden, Boyanup in het zuiden tot Capel in het zuidwesten.

## Geschiedenis

### Pre-Europese geschiedenis
De oorspronkelijke bewoners van het gebied waar nu Bunbury is zijn de Aborigines en dan met name de Nyungah. Zij visten en jaagden reeds 45.000 jaar in de regio voordat deze gekoloniseerd werd door de Europeanen.

### Vroeg-koloniale periode

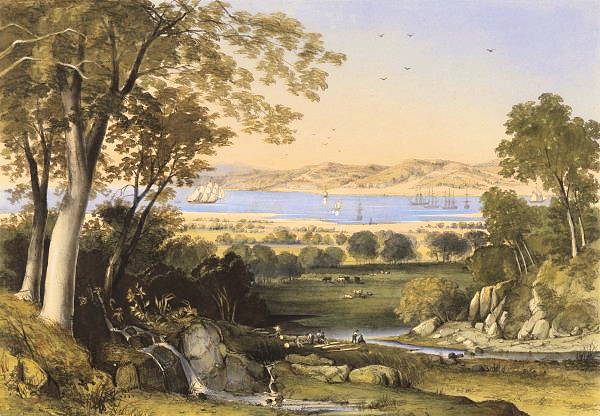
Litho Koombana baai 1840

In 1658 voeren de Nederlanders met het handelsschip de Elburg langs de kust van Bunbury en zetten er vermoedelijk voet aan wal.
De eerste geregistreerde waarneming van Bunbury was die van de Franse ontdekkingsreiziger Louis de Freycinet vanaf zijn schip de Casuarina in 1803. Hij noemde het gebied Port Leschenault naar de botanicus van de expeditie Jean-Baptiste Leschenault de La Tour. De baai aan de kust van Bunbury werd Geographe genoemd naar een ander schip uit de vloot.
In 1829 verkenden Dr. Alexander Collie en luitenant Preston de regio over land. In 1830 bezocht luitenant-gouverneur James Stirling het gebied en er werd een militaire post gevestigd. De militaire post bleef maar zes maanden in werking. De gouverneur noemde de regio Bunbury naar luitenant Henry Bunbury, die de moeilijke route over land tussen Pinjarra en Bunbury had uitgewerkt. De eerste kolonisten in Bunbury waren John en Helen Scott, hun drie zonen Robert, William en John Jr en hun stiefzoon Daniel McGregor. Zij kwamen aan in januari 1838. Het dorp Bunbury wordt voor het eerst vermeld in het staatsblad in 1839 maar de kavels werden niet voor 1841 opgemeten. In maart 1841 werden de kavels vervolgens vrijgegeven voor toewijzing.
In de periode 1830 - 1850 werd af en toe aan walvisvangst gedaan voor de kust van Bunbury. De eerste kolonisten waren sterk afhankelijk van de handel met Noord-Amerikaanse walvisjagers. Ze ruilden vlees en groenten voor olie, tabak en sterke drank. Hevige noordweststormen kelderden verscheidene walvisjagers. In 1840 zonken de Samuel Wright en de North America I en in 1843 de North America II voor de kust van Bunbury. Het scheepshout en de metalen bevestigingen werden gerecupereerd om er gereedschap van te maken.
Vanaf 1839 werd George Eliott's Landing gebruikt om via het water goederen en mensen te vervoeren, tot in 1854 een eerste aanlegsteiger werd gebouwd. Tegenwoordig ligt de plaats onder het Centrepoint Shopping Centre.
Tegen 1842 stonden er 12 gebouwen in Bunbury, waaronder een herberg. De haven groeide dankzij haar diensten aan de kolonisten en de industrieën die zij opzetten. Een van de belangrijkste industrieën die Bunbury en haar haven duurzaam deed groeien, was de houtindustrie. Boomstammen werden de Collierivier afgedreven en in schepen geladen om naar het noordelijk halfrond en Zuid-Afrika verscheept te worden. Daar zou het hardhout dienst gaan doen als dwarsliggers voor de spoorwegen.

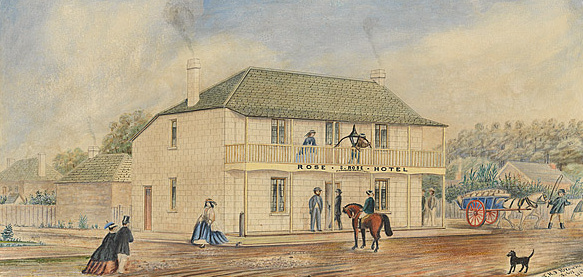
Rose Hotel, Bunbury, 1868

In 1848 bouwde John C. Morgan de eerste gevangenis. Toen vanaf 1850 gevangenen uit Engeland begonnen over te komen, werd in 1852 begonnen aan de renovatie en uitbreiding van de gevangenis.
Reeds in 1841 werden er postdiensten geleverd in Bunbury, maar pas in 1864 werd begonnen met de bouw van een postkantoor. Doorheen de jaren werd een deel van het gebouw soms gebruikt als politiekantoor en gerechtsgebouw. Vanaf 1986 werd het een erkend monument. Het postkantoor werd in 2001 nog steeds gebruikt door de politie. In 2017 stond het gebouw te koop.
Ook in 1864 begonnen gevangenen aan de aanleg van een houten aanlegsteiger te werken. Deze zou dienen om hout, graan en wol te gaan verschepen. Hierdoor werd de evolutie van een landbouwdorp naar een havenstadje in gang gezet.
In 1867 werden rondom de gevangenis een gerechtsgebouw, een politiekantoor, cipiersverblijven en een woning voor de magistraat gebouwd. Het complex werd in 1969 afgebroken.
In 1884 besliste de regering een 28 kilometer lange spoorweg tussen Bunbury en Boyanup aan te leggen. De spoorweg was in 1887 klaar. De aannemer die de spoorweg gelegd had, verkreeg het contract om de lijn uit te baten. De spoorwagons en rijtuigen werden getrokken door paarden. In 1891 werd de lijn overgenomen door de overheid en kwamen er locomotieven in dienst.
Rond 1890 ontstond een goldrush in het zuidwesten van West-Australië met Coolgardie en Kalgoorlie als belangrijkste centra. De regering ontving daardoor veel belastinginkomsten en Bunbury kreeg een nieuw hospitaal, treinstation en postgebouw.
Het ongemak van een spoorlijn zonder aansluiting met de hoofdstad zorgde voor beroering. In 1893 werd daarom de South Western Railway tussen East Perth en Picton aangelegd met een spoorwegbrug over de Swanrivier. Op die manier kregen Perth en Bunbury een spoorverbinding. In hetzelfde jaar werd de Boyanuplijn doorgetrokken tot Donnybrook. De spoorwegen verbonden de haven van Bunbury met de mijn- en landbouwgebieden ten noorden en zuidoosten van Bunbury. In 1894 werd het eerste (houten) station van Bunburry gebouwd, maar dat brandde af op 5 december 1904 en in 1905 werd een nieuw bakstenen stationsgebouw neergezet.

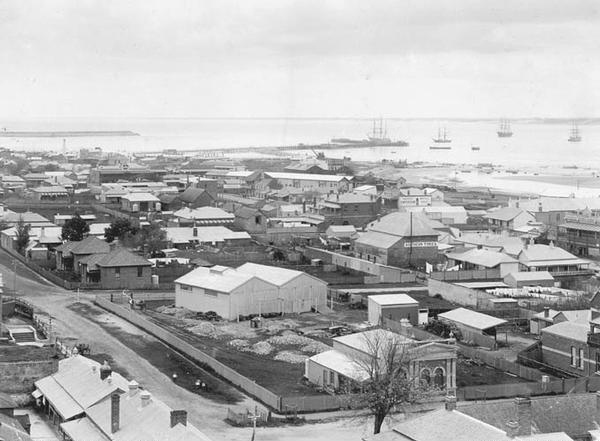
Bunbury 1899

In 1894 werd een nieuw post- en telegraafkantoor gebouwd. Het werd in 1969 beschadigd door een aardbeving, waarna er elders een nieuw postgebouw werd gebouwd. Van 1970 tot 1974 werd het gebruikt als een gerechtsgebouw en in 1976 werd het afgebroken.
Splatt, Watt & Co begonnen in 1895 aan de bouw van elektriciteitscentrales in de zuidwestregio. Die van Bunbury was klaar in 1902. De officiële opening gebeurde op 14 april 1903. De centrale diende verplaatst te worden vanwege grote lawaaihinder. In 1930 werd de stoomcentrale vervangen door een mazoutcentrale. In 1936 werd de oorspronkelijke centrale afgebroken en vervangen door de Centennial Gardens.
In 1898 telde Bunbury 2.970 inwoners, 1.700 mannen en 1.270 vrouwen.
In 1903 werd een golfbreker voltooid die de baai en het havengebied diende te beschermen.

### Het gemenebest tot vandaag

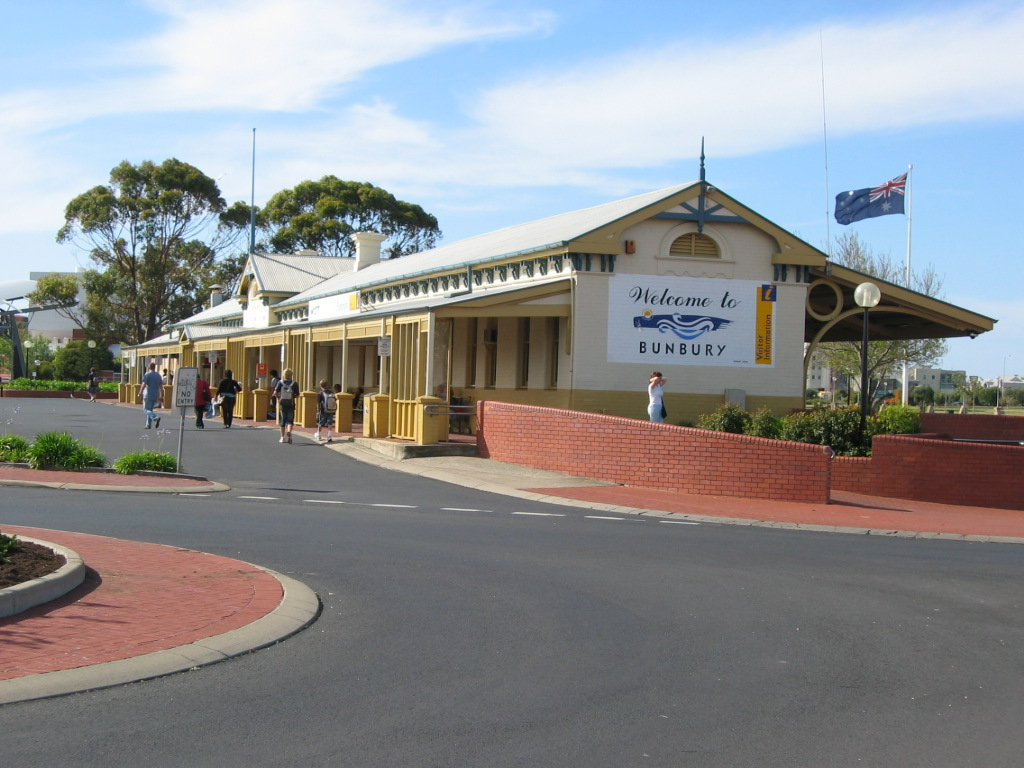
Oud treinstation van Bunbury

Vanaf 24 november 1947 spoorde de Australind passagiers tussen Bunbury en Perth. Het oude treinstation van Bunbury werd gebruikt tot 28 mei 1985. Daarna werd 4 kilometer ten zuidoosten het nieuwe treinstation East Bunbury geopend. Het oude spoorwegdomein werd verkocht en Blair Street werd verlegd. Het oude stationsgebouw werd omgebouwd tot het Bunbury Tourist Bureau, commerciële units, een busterminal en een café.
In 1906 werd een gerechtsgebouw gebouwd nabij het postkantoor ter vervanging van een ouder koloniaal gebouw. Het gerechtsgebouw uit 1906 werd  in 1983 afgebroken.
Eveneens in 1906 werd de Bunbury Town Water Board opgericht, die twee waterreservoirs liet installeren om het stadje van water te voorzien. De reservoirs werden in 1991  afgebroken. In 1996/97 werd de Bunbury Town Water Board geherstructureerd tot AQWEST.
Bunbury stond achter de deelname van Australië in de Eerste Wereldoorlog. De industrie had te lijden onder de crisis van de jaren 30. Na de Tweede Wereldoorlog werden de aanlegsteigers te licht bevonden voor de groeiende economie en werd begonnen met de ontwikkeling van de binnenhaven en de bouw van kades aan land.
Sinds 1979 is Bunbury officieel een stad.

## Demografie
Volgens de volkstelling van 2021 (Statistical Areas Level 3) telt Bunbury 107.549 inwoners. 3,4% van de bevolking is van afkomst Aborigines. De mediane leeftijd bedroeg 41 jaar. 
75,4% van de inwoners was geboren in Australië, 5,5% in Engeland, 2,8% in Nieuw-Zeeland, 1,6% in Zuid-Afrika en 1,4% in de Filipijnen.
47,2% van de bevolking zegde geen religie aan te hangen, 17,8% noemt zich katholiek en 12,6% anglicaans.

## Economie

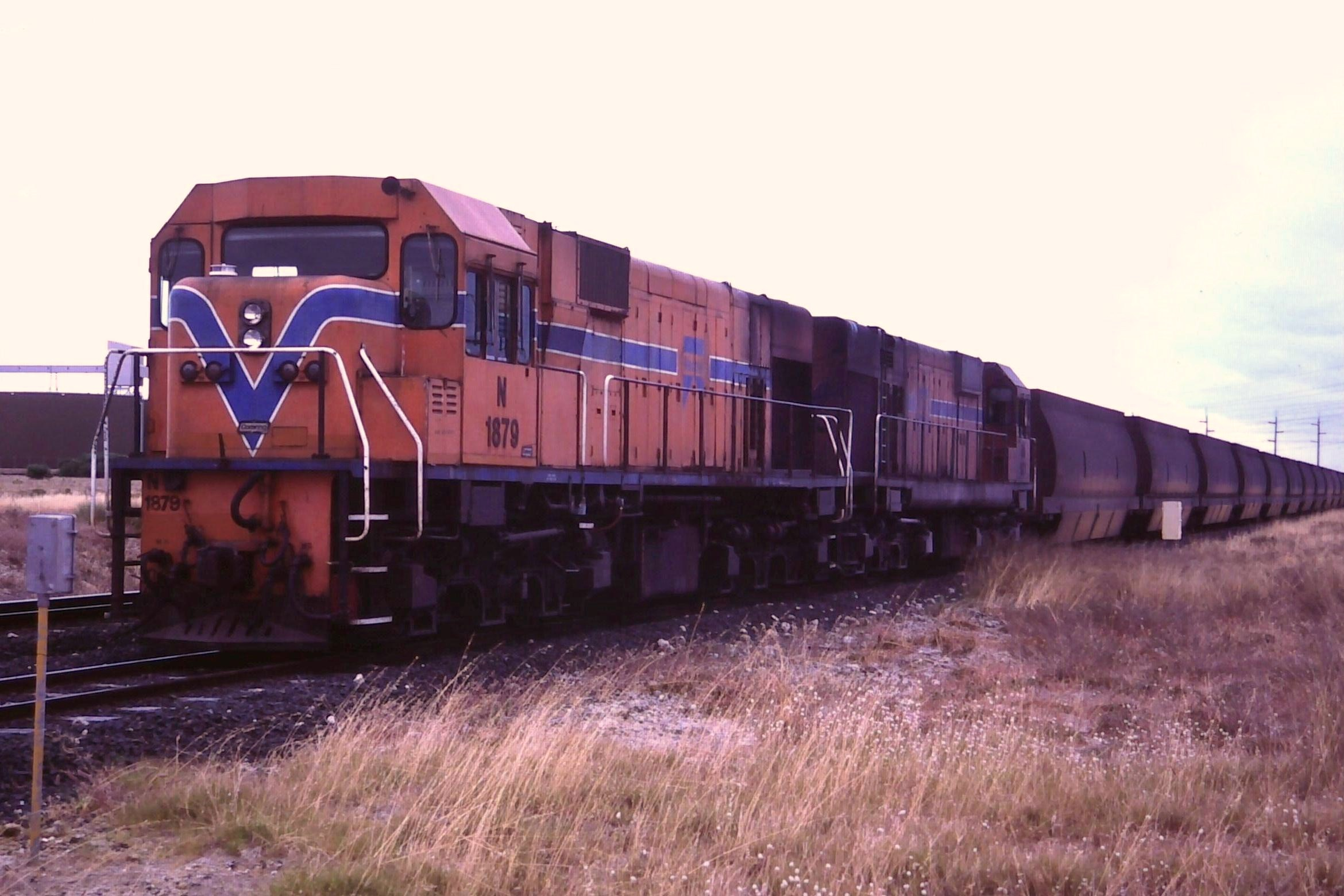
Bunbury, 1986

De economie van Bunbury is zeer divers. Ze weerspiegelt de zware en algemeen voorkomende industrieën uit de omstreken zoals mijnbouw en landbouw en biedt dienstverlening aan een groeiende bevolking. Bunbury is een verkeersknooppunt en ondervindt invloed van Perth.
Mijnbouw en de verwerking van mineralen blijven Bunbury's belangrijkste sectoren en zijn goed voor een jaaromzet van 2 miljard dollar. De landbouwsector is ook van vitaal belang. In 2005/06 was de jaarlijkse omzet goed voor 143 miljoen dollar of 30% van de totale landbouwproductie van de zuidwestregio.
Andere belangrijke sectoren zijn de distributie- en dienstensector, de bouwsector, de houtproductie en het toerisme. De haven van Bunbury zal het centrum van de economische activiteit blijven met goederen die van en naar de hele wereld verscheept worden. De voorgestelde uitbreiding van de haven in het Bunbury Port Inner Harbour Structure Plan zal verdere economische groei aanmoedigen in de hele regio waardoor de rol van de stad regionaal zal versterkt worden. 

## Toerisme
Bunbury biedt een aantal historische wandelingen: de Bunbury heritage en Australind heritage wandelpaden. Er zijn enkele musea te bezoeken : het Bunbury museum & heritage centre en het King cottage museum.
Er liggen in de omgeving van Bunbury vier nationale parken waar men aan natuurrecreatie kan doen: Wellington, Greater Preston, Tuart Forest en het Leschenault Peninsula conservation park.

## Klimaat
Bunbury kent een mediterraan klimaat met zachte winters en warme zomers.
| Maand                                  | jan  | feb  | mrt  | apr  | mei  | jun   | jul   | aug   | sep  | okt  | nov  | dec  | Jaar  |
| -------------------------------------- | ---- | ---- | ---- | ---- | ---- | ----- | ----- | ----- | ---- | ---- | ---- | ---- | ----- |
| Hoogste maximum (°C)                   | 40,8 | 40,0 | 39,5 | 33,4 | 29,2 | 23,8  | 22,4  | 24,0  | 30,4 | 32,9 | 36,0 | 39,2 | 40,8  |
| Gemiddeld maximum (°C)                 | 29,8 | 30,1 | 27,7 | 24,2 | 21,0 | 18,5  | 17,2  | 17,6  | 18,5 | 21,1 | 24,4 | 27,3 | 23,1  |
| Gemiddeld minimum (°C)                 | 15,5 | 15,9 | 14,2 | 11,8 | 9,3  | 8,0   | 7,0   | 7,6   | 8,5  | 9,5  | 12,1 | 13,5 | 11,1  |
| Laagste minimum (°C)                   | 6,0  | 6,0  | 2,2  | 2,4  | −0,1 | −3,0  | −2,1  | 0,0   | −0,3 | 0,2  | 2,1  | 3,2  | −3,0  |
|                                        |      |      |      |      |      |       |       |       |      |      |      |      |       |
| Neerslag (mm)                          | 12,0 | 7,6  | 19,4 | 37,4 | 99,0 | 132,2 | 141,5 | 118,4 | 84,3 | 32,1 | 23,7 | 18,2 | 725,8 |
| Regendagen (dag)                       | 2,4  | 2,3  | 3,9  | 8,7  | 13,3 | 16,9  | 19,1  | 18,9  | 17,1 | 9,9  | 6,5  | 3,8  | 122,8 |
| Relatieve luchtvochtigheid (%)         | 44   | 43   | 46   | 55   | 59   | 64    | 65    | 66    | 64   | 58   | 52   | 48   | 55,4  |
| Bron: Australian Bureau of Meteorology |      |      |      |      |      |       |       |       |      |      |      |      |       |

## Geboren
- Julien Prosser (1972), beachvolleyballer

Acton Park · Alexandra Bridge · Allanson · Augusta · Balingup · Benger · Binningup · Boyanup · Boyup Brook · Bramley · Bridgetown · Brookhampton · Brunswick Junction · Bunbury · Burekup· Busselton · Capel · Carbunup River · Chowerup · Collie · Cookernup · Cowaramup · Cundinup · Dardanup · Deanmill · Dingup · Dinninup · Donnelly River · Donnybrook · Dunsborough · Elgin · Ferguson · Forest Grove · Forrest Beach · Gnarabup · Gracetown · Greenbushes · Harvey · Hester · Jardee · Jarrahwood · Karridale · Kirup · Kudardup · Kulikup · Ludlow · Manjimup · Margaret River · Mayanup · Metricup · Mullalyup · Myalup · Nannup · Northcliffe · Nyamup · Pemberton · Peppermint Grove Beach · Prevelly · Quindalup · Quinninup · Roelands · Rosa Brook · Shotts · Stratham · Uduc · Vasse · Walpole · Waterloo · Wilga · Windy Harbour · Witchcliffe · Wilyabrup · Wokalup · Wonnerup · Worsley · Yallingup · Yalup Brook · Yarloop · Yoongarillup · Yornup